# Lobelia hilaireana
Lobelia hilaireana là loài thực vật có hoa trong họ Hoa chuông. Loài này được (Kanitz) E.Wimm. mô tả khoa học đầu tiên năm 1935.